# Rotonda pentagonal elongada
En geometría, la rotonda pentagonal elongada es uno de los sólidos de Johnson (J21). Como sugiere su nombre, puede construirse elongando una rotonda pentagonal (J6) mediante la fijación de un prisma decagonal a su base. También puede verse como una ortobirrotonda pentagonal elongada (J42) a la que se ha quitado una rotonda pentagonal.
Los 92 sólidos de Johnson fueron nombrados y descritos por Norman Johnson en 1966.